# Benjámin Ferenc Rajeczky
Benjámin Ferenc Rajeczky, O.Cist. (11. listopadu 1901, Eger – 1. července 1989, Pásztó) byl maďarský římskokatolický duchovní, cisterciácký mnich, hudební historik, muzikolog, etnomuzikolog a pedagog. Byl rovněž historicky posledním převorem pásztóského cisterciáckého kláštera.

## Život
Narodil se v Egeru do rodiny inženýra v městském lihovaru. Od dětství měl rád hudbu. V šestnácti letech odešel studovat na gymnázium při cisterciáckém opatství Zirc. V tomto klášteře byl také přijat do cisterciáckého řádu. Od roku 1920 studoval teologii v Innsbrucku. Byl vysvěcen na kněze a v roce 1926 získal doktorát z teologie a vrátil se do Maďarska. Vyučoval na řádem spravovaném gymnáziu. Chtěl se dále věnovat studiu hudby, ale nebylo mu to umožněno. Své studenty bral každý rok na lyžařské výpravy. Vedl též studentský pěvecký sbor, který pod jeho vedením dosahoval velmi dobrých výsledků (někteří členové sboru se později stali známými hudebníky). V letech 1932-1935 navštěvoval přednášky na Akademii múzických umění.
V letech 1945-1950 vyučoval na Vysoké škole múzických umění v Budapešti, zároveň byl převorem (historicky posledním) v klášteře Pásztó, někdejším samostatném opatství, později filiálce kláštera v Zircu. Roku 1952 byla v Maďarsku zakázána činnost cisterciáckého řádu, Rajeczky však mohl nadále působit jako duchovní. V letech 1964-1967 byl vědeckým pracovníkem Ústavu hudební vědy. V roce 1967 byl propuštěn s odůvodněním, že není ideologicky vhodné, aby v takové instituci působil katolický kněz. vědecky však pracoval nadále v soukromí.
Po roce 1970 maďarský episkopát pověřil Rajeczkého, aby se věnoval uvádění závěrů Druhého vatikánského koncilu do praxe. Byl také členem redakční rady, která sestavovala nový zpěvník k liturgii. Od roku 1974 mohl opět vyučovat. Závěr života prožil v Pásztó, kde byl kdysi převorem. Zde také 1. července 1989 zemřel. Posmrtně mu byla udělena Kossuthova cena, nejvyšší maďarské státní vyznamenání za umění a kulturu, pojmenované po maďarském bojovníku za svobodu Lájosi Kossuthovi.